# Lissocreagris parva
Lissocreagris parva es una especie de arácnido del orden Pseudoscorpionida de la familia Neobisiidae.

## Distribución geográfica
Se encuentra en Florida (Estados Unidos).